# Beit ed-Dine
Beit ed-Dine (arabsko بيت الدين), znan tudi kot Btaddine (arabsko بتدين) je majhno mesto in upravno glavno mesto okrožja Chouf v guvernatu Libanonskem gorovju, približno 45 km jugovzhodno od Bejruta, od zgodovinskega mesta Deir al-Kamar pa ga loči le globoka in strma dolina. Kraj slovi po veličastni palači iz zgodnjega 19. stoletja, ki gosti letni poletni festival Beiteddine.
Leta 2010 je imelo mesto 1613 registriranih volivcev, njeni prebivalci pa so pretežno kristjani iz maronitske, melkite in grške pravoslavne veroizpovedi. Skupna površina Beit ed-Dine obsega 244 hektarjev, njegova povprečna višina pa je 860 metrov nad morsko gladino.

## Zgodovina

### Osmansko obdobje
Emir Bašir Šihab II. iz dinastije Šihab, ki je kasneje postal vladar Gorskega libanonskega emirata, je začel graditi palačo leta 1788 na mestu druziske puščavnice (od tod tudi ime palače, ki se prevaja kot "Hiša vere"), kar nakazuje, da je mesto je bilo sprva naseljeno z druzi, preden je Bašir živel v njem. Vladal je iz palače, ki jo je zgradil, znane kot palača Beit ed-Dine, ki jo je oskrboval z vodo tako, da je zgradil dolg kanal, ki je palačo povezal z reko Safa.
Emir Bašir Šihab II., ki so mu Turki kasneje poverili upravljanje območje, je konec 18. stoletja nasledil izumrlo dinastijo Maan in sedež iz Deir al-Kamarja prestavil v Beit ed-Dine. H gradnji palače so bili povabljeni italijanski arhitekti in najboljši rokodelci iz Damaska ter Alepa, ki so jim pustili dokaj proste roke ob ustvarjanju. Gradnja naj bi trajala 30 let in nastala palača je zmes med tradicionalno arabsko arhitekturo in italijanskim barokom. Na pobočju hriba zgrajena palača ima tri glavna dvorišča: Dar al-Baranije je bil odprt za vse obiskovalce, Dar al-Vusta je bil namenjen stražarjem in ministrskim]kabinetom, v Dar al-Harimu pa so bili zasebni prostori emirjeve družine.
Bašir je v kraju zgradil še tri palače za sinove, od katerih se je ohranila le palača Mir Amin, kjer je danes hotel.
Po letu 1840, ko je bil emir Bašir II. poslan v izgnanstvo, so Osmani uporabljali palačo kot vladno stavbo. Med francoskim mandatom je bila njena vloga ohranjena in je služila kot lokalni upravni urad. Leta 1934 so jo razglasili za nacionalni spomenik. Med državljansko vojno v gorskem Libanonu leta 1860 je okoli 200 kristjanov iz Deir al-Kamarja pobegnilo v osmanske vojašnice v Beit ed-Dine, da bi poiskalo zavetje, preden so njihovo mesto napadli druzi. Potem ko so druzi oplenili Deir al-Qamar in njegove prebivalce pobili, so napadli kristjane, ki so iskali zatočišče pri Beit ed-Dine. Številčno premočna osmanska garnizija se ni upirala in vojašnica je bila napadena. Med francoskim mednarodnim posredovanjem v vojni je francoski polkovnik d'Arricau za svoj štab izbral Bashirjevo palačo v Beiteddineju. V 1860-ih je bil sedež osmanskega namestnika guvernerja na preseljen v palačo Beiteddine.
Med uradnimi proslavami v Beit ed-Dine ob ustoličenju sultana Abdula Hamida II. leta 1908 so se druzi in maroniti iz okolice spopadli v mestu, kar je povzročilo smrt ene osebe iz vsake sekte. Teden dni pozneje je delegacija lokalne reformistične liberalne stranke v Beit ed-Dineu izdala niz zahtev, v katerih je pozvala k reformam, kot sta odprava novih davkov in odpuščanje skorumpiranih uradnikov. Guverner bejrutskega vilajeta Jusuf paša je zavrnil zahteve in ukazal razpršitev demonstrantov.[8] Vendar pa je otomanska garnizija v Beit ed-Dineu sočustvovala z demonstranti in jih ni hotela razgnati. Guverner je na koncu ugodil zahtevam demonstrantov.

### Sodobnost
Leta 1943 jo je prvi libanonski predsednik Bišara al-Khouri uporabljal kot uradno predsednikovo poletno rezidenco. Med izraelskim vdorom ter boji med maroniti in druzi v času libanonske državljanske vojne (1975–1990) je bila močno poškodovana in kar 90 % prvotnih eksponatov je izginilo. Po letu 1984, ko so boji v Šufu dokončno prenehali, jo je druzijski voditelj Valid Džumblat dal obnoviti in delno odpreti javnosti. Preostali deli še vedno služijo kot predsednikova rezidenca, medtem ko odprti del danes gosti več muzejskih zbirk.
Bašir je zgradil še tri palače v mestu za svoje sinove, do danes je preživela le palača Mir Amin, ki je danes luksuzni hotel.
Beiteddine je dom Libanonskega centra prve pomoči Rdečega križa.